# Rezerwat przyrody Modrzewiowa Góra
Modrzewiowa Góra – fitocenotyczny rezerwat przyrody, położony w województwie śląskim, powiecie kłobuckim, w gminie Panki, w okolicach wsi Zwierzyniec Trzeci. Rezerwat znajduje się pod zarządem Nadleśnictwa Kłobuck, w leśnictwie Zwierzyniec. Obejmuje 49,27 ha i został utworzony na mocy zarządzenia Ministra Leśnictwa i Przemysłu Drzewnego z dnia 17 maja 1957 roku.

## Przedmiot ochrony
Chroni istniejące niewielkie fragmenty lasu, które ze względu na wiek, położenie i strukturę, można uznać za naturalny i tworzący miejscowy ekotyp. Jest to las mieszany, z dużym udziałem modrzewia polskiego w wieku 100–170 lat (około 650 sztuk). Spotkać można również dęby w wieku ponad 200 lat.

## Flora i fauna
Na terenie rezerwatu występuje szereg gatunków roślin i zwierząt objętych ochroną gatunkową. Z roślin występują: kruszyna pospolita, marzanka wonna, konwalia majowa. Spośród zwierząt: chrząszcze biegaczowate, tęczniki, z motyli – mieniak tęczowiec, z płazów – traszki, ropuchy. Niektóre rzadsze gatunki ptaków jak: kobuz, pustułka, sowa uszata, dzięcioł zielony i dzięcioł czarny.